# Rue Noetzlin (Gif-sur-Yvette)
La rue Noetzlin est une voie du quartier du Moulon à Gif-sur-Yvette (Essonne) dans la région Île-de-France.

## Situation et accès
Construite dans le cadre de l'aménagement du quartier du Moulon par l'Établissement public d'aménagement Paris-Saclay (EPAPS) dans les années 2010, la rue Noetzlin se situe sur les hauteurs de la commune de Gif-sur-Yvette, au sein du quartier de Moulon.
La rue dessert l'un des principaux bâtiments de l'école d'ingénieur CentraleSupélec, le bâtiment Gustave Eiffel.
Avec la rue Sébastienne-Guyot, l'avenue des sciences et la rue Joliot-Curie, la rue Noetzlin encadre le parc de Moulon. 

## Origine du nom
La voie est nommée en hommage au banquier suisse Edouard Noetzlin (1848-1935), qui a acquis en 1912 le château de Button, que son fils a ensuite revendu en 1946 au Centre national de la recherche scientifique afin que celui-ci s'installe à Gif-sur-Yvette.